# آنتونیوس پاپاکونستانتینو
آنتونیوس پاپاکونستانتینو (یونانی: Αντώνης Παπακωνσταντίνου؛ زادهٔ ۱۸ مارس ۱۹۹۹) قایقران روئینگ اهل یونان است.
وی در مسابقات کشوری و بین‌المللی در مجموع برندهٔ ۴ مدال طلا، ۴ مدال نقره، ۳ مدال برنز شده است.